# Харкаройская боевая башня

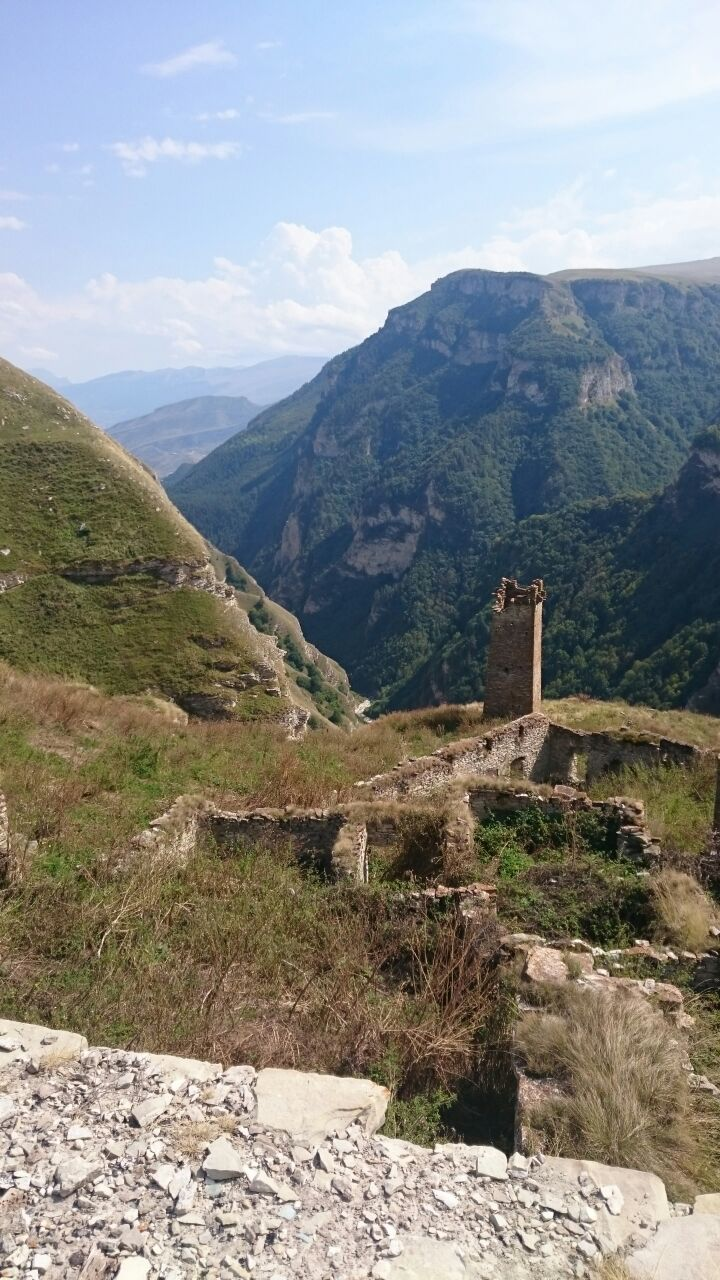
Вид из цитадели.

Харкаройская боевая башня (чеч. Хьаркъара бӏов) — располагается в селении Харкарой к востоку от Макажоя, в Веденском районе Чеченской Республики. Объект культурного наследия датируется XII—XVI веками.

## История
Боевая башня Харкаройская находится в поселении Харкарой, Веденского района, в 45-ти км от районного центра села Ведено.
К востоку от Макажоя расположено селение Харкарой. На скалистых склонах, среди средневековых руин возвышается боевая башня — единственная сохранившаяся в ауле средневековая постройка. В стенах башни множество бойниц, венчают крепость машикули.
Башня возвышается на четыре этажа, стоит на скале. Стены достигают высотой 16 метров. Остались элементы каменных балкончиков-машикулей.
Башня ориентирована стенами по сторона света. Стены выложены из хорошо обработанных камней на глиняном растворе. По конфигурации и размерам она отличается от чеченских классических башен, хотя архитектурные приемы и техника кладки-вайнахская. В первую очередь она ниже и приземистее. Фасадной стороной является восточная стена, на ней сделан входной проем на уровне первого этажа и два оконных проема на втором и третьем этаже. Проемы округленные арочные. Входной проем от уровня порога до основания разрушен. На башне множество бойниц. Строение в плане квадратное: 5,20x5,20 метра. Толщена стен у основания — более 1,0 метра.
Один из древних памятников архитектуры военно-оборонительного зодчества Чеченской республики.